# Steiff

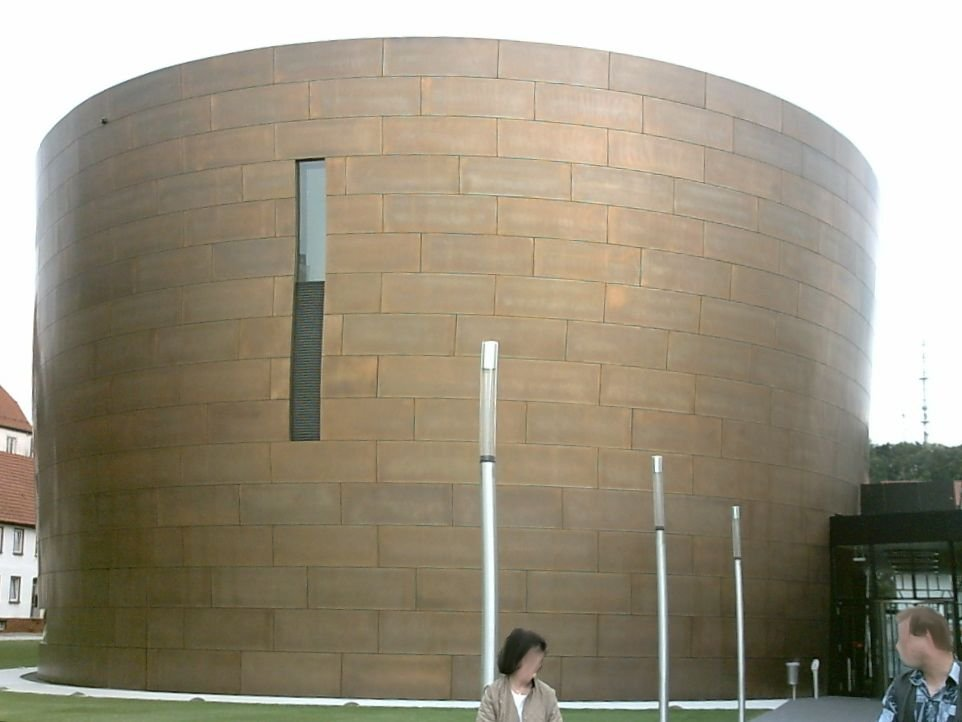
Museu O Mundo de Steiff

Steiff é a marca de uma empresa alemã Margarete Steiff GmbH, com sede em Giengen an der Brenz. A empresa, fundada em 1880 por Margarete Steiff, é uma produtora internacional de brinquedos e especializou-se na produção de ursos e bichos de pelúcia. Em junho de 2005 foi aberto ao público o museu O Mundo de Steiff (Die Welt von Steiff, em alemão).

## História

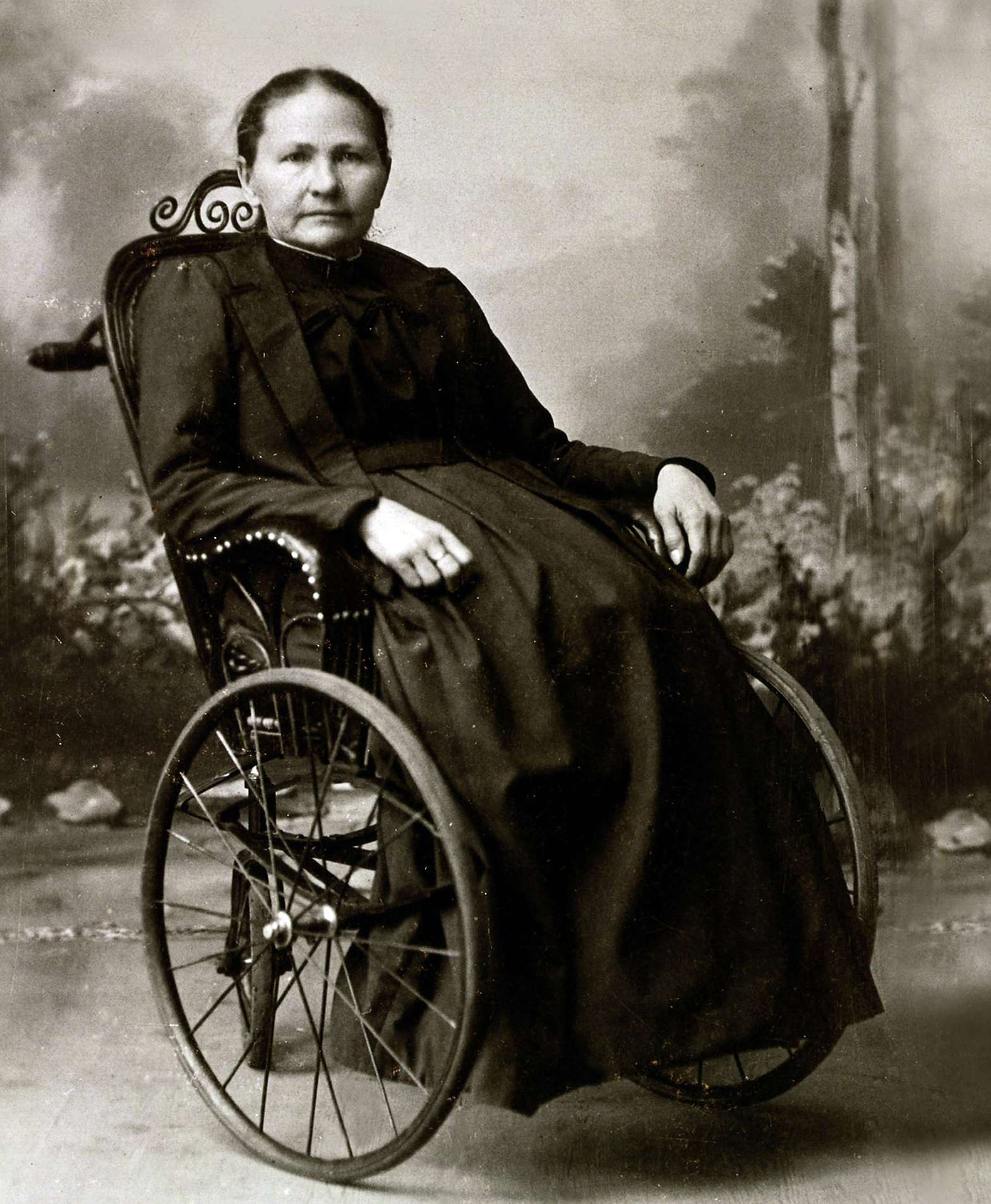
Margarethe Steiff

A sua fundadora Appolonia Margarethe Steiff, nascida a 24 de Julho de 1847 em Giengen an der Brenz perto de Ulm na Alemanha, foi a mais nova de um total de 3 filhas.
O pai Friedrich, gerente de obras, foi igualmente proprietário de uma loja de bricolage onde a mãe Maria Steiff trabalhava. 
Ainda na infância, Margarete foi diagnosticada com poliomielite ficando com o braço direito e ambas as pernas paralisadas. 
Independentemente deste facto, Margarete foi uma criança feliz e lutadora. Continuou a frequentar a escola, concluindo a sua formação como costureira. 
Mais tarde, as irmãs Paulina e Marie abriram uma loja de costura, sendo o desejo de Margarete de trabalhar na mesma. Trabalharam 8 anos juntas na loja até as irmãs mais velhas terem deixado a cidade, continuando Margarete sozinha a trabalhar e gerir a loja.

## O Ano decisivo de 1879
Em 1879 Appolonia Margarete Steiff encontra dentro de uma revista de moda um modelo para uma almofada de agulhas com a forma de um elefante. Margarete decide então reproduzir para as suas melhores amigas estes elefantes. Mas em vez de serem usadas como almofadas para agulhas, os filhos das suas amigas utilizam os "elefantesinhos" para brincar, surgindo desse facto a ideia de fabricar brinquedos de peluche. 

## PB55 - O Peluche mais famoso do Mundo
Margarete manteve sempre o contacto com o seu sobrinho preferido Richard, que estudou artes em Estugarda (Alemanha). Richard passava a maior parte do tempo no Jardim Zoológico, a desenhar os seus animais preferidos: os ursos. Richard convenceu a sua tia em arriscar com o projecto. Em 1902 Richard trabalha durante horas no primeiro urso com pernas e cabeça móvel dando-lhe o nome de Urso PB 55 (55cm).

## 1903 - Steiff vai para a América
Quando em 1903 Richard Steiff chega com os seus peluches e o seu Modelo PB 55 à Feira de Brinquedos em Leipzig (na Alemanha), ninguém parece ter muito interesse nos seus objectos e muito menos no seu Urso PB 55. 
Resignado, no fim do dia perto da hora de encerramento da Feira de Brinquedos e já quando Richard Steiff começa a arrumar os seus peluches, surge um comerciante dos Estados Unidos da América que viu o Modelo do PB55 e ficou tão interessado que encomendou prontamente 3000 modelos. 
O presidente dos Estados Unidos na altura (Theodor Roosvelt), era chamado carinhosamente pelo publico "Teddy", deu o nome aos peluches de Richard Steiff que se tornam num sucesso, e ficam conhecidos como Teddybears (ursos Teddy). 
Em 1904 o número de venda atingiu os 12000 durante a Feira Global em St.Louis nos E.U.A., sendo atribuído à família Steiff o maior premio daqueles tempos: O Grand Prix. Em 1907 foram produzidos uns incríveis 974000 exemplares. 